# Nupur Sanon

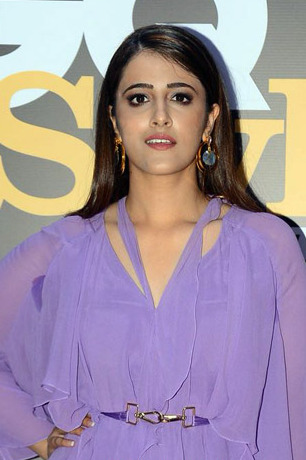
Nupur Sanon

Nupur Sanon (Hindi नूपुर सेनन; * 15. Dezember 1995 in Delhi) ist eine indische Schauspielerin.

## Leben und Karriere
Sanon wurde am 15. Dezember 1995 in Delhi geboren. Zunächst trat sie in den Musikvideos zu B Praaks Liedern Filhall und Filhaal 2: Mohabbat auf. Ihr Debüt gab sie 2023 in der Serie Pop Kaun? Anschließend bekam sie im selben Jahr in dem Film Tiger Nageswara Rao eine Hauptrolle. Unter anderem wird Sanon in dem Film Noorani Chehra zu sehen sein.

## Filmografie
- 2023: Pop Kaun? (Fernsehserie)
- 2023: Tiger Nageswara Rao (Spielfilm)